# Olowjannaja
Olowjannaja (russisch Оловя́нная) ist eine Siedlung städtischen Typs in der Region Transbaikalien in Russland mit 8406 Einwohnern (Stand 14. Oktober 2010).

## Geographie
Der Ort liegt etwa 190 km Luftlinie südöstlich der Regionshauptstadt Tschita am linken Ufer des Amur-Quellflusses Onon.
Olowjannaja ist Verwaltungszentrum des Rajons Olowjanninski und Sitz der Stadtgemeinde Olowjanninskoje gorodskoje posselenije, zu der außerdem die Dörfer Oloworudnik (3 km nördlich) und Topoljowka (5 km südlich) gehören.

## Geschichte
1811 wurde beim heutigen zur Stadtgemeinde gehörenden Dorf Oloworudnik (wörtlich Zinnbergwerk) eines der ersten Zinnerzvorkommen des Russischen Reiches entdeckt und im Verlauf des 19. Jahrhunderts mit dessen Abbau begonnen. Gegen Ende des Jahrhunderts wurde die Chinesische Osteisenbahn, die unweit den Onon überquert, vorbeigeführt und dort die Station Onon-Kitaiski (nach dem Fluss und russisch kitaiski für chinesisch) errichtet. Das Eröffnungsjahr der Strecke 1901 gilt auch als Gründungsjahr des Ortes, der zunächst wie die Bahnstation hieß.
1901 erfolgte die Umbenennung von Station und Ort in Olowjannaja, russisches Adjektiv von olowo für Zinn, in Bezug auf das nahe Bergwerk. Seit 1926 ist der Ort Verwaltungssitz eines Rajons, 1929 erhielt er den Status einer Siedlung städtischen Typs.
Mit der Einstellung des Zinnbergbaus wegen Erschöpfung der Lagerstätte in den 1940er-Jahren, der Verlagerung der Eisenbahnwerkstätten in die südöstlich gelegene Stadt Borsja sowie der Gründung des nahen Jasnogorsk Ende der 1970er-Jahre verlor Olowjannaja allmählich an Bedeutung.

### Bevölkerungsentwicklung
| Jahr | Einwohner |
| ---- | --------- |
| 1939 | 16.342    |
| 1959 | 13.828    |
| 1970 | 10.468    |
| 1979 | 10.376    |
| 1989 | 11.859    |
| 2002 | 8.621     |
| 2010 | 8.406     |

Anmerkung: Volkszählungsdaten

## Verkehr
Olowjannaja liegt an der Eisenbahnstrecke Karymskaja – Sabaikalsk, die von der Hauptstrecke der Transsibirischen Eisenbahn abzweigt und in die Volksrepublik China in Richtung Harbin verläuft (Streckenkilometer 6442 ab Moskau). Weiträumig nördlich und östlich wird die Siedlung von der Fernstraße A166 umgangen, die der Bahnstrecke in Richtung China folgt.

## Söhne und Töchter der Stadt
- Alexander Michailow (* 1944), russischer Schauspieler